# Rigosol
Ein Rigosol ist ein künstlicher Boden, der durch tiefgreifendes Umschichten von Bodenmaterial (dem Rigolen) entsteht. Dieses wird zwecks Verbesserung der Eigenschaften des Oberbodens zur landwirtschaftlichen Nutzung vorgenommen. Der Bodentyp Rigosol zählt zur Bodenklasse Y, die terrestrische anthropogene Böden beinhaltet.
Zu den Rigosolen zählen oftmals viele Jahrhunderte alte Böden steiler Weinberge, bei denen im Abstand von einigen Jahrzehnten das abgespülte Material wieder vom Hangfuß nach oben gebracht wird. Der Oberboden ist dann meistens vermischt mit Fremdmaterial (Verwitterungsschutt, Löss, Schlacken usw.)
Podsole und Parabraunerden sind rigolt worden, um die Nässestauwirkung des Ortsteins beziehungsweise des Tonanreicherungshorizonts aufzuheben. Auch Auen- und Marschböden wurden in Rigosole umgewandelt. Bei der Sandmischkultur wurde zur Moorkultivierung der Rest des abgetorften Moors oder das Anmoor mit dem darunterliegenden Sand vermischt, um einen landwirtschaftlich nutzbaren Boden zu erhalten.
Typisches Kennzeichen eines Rigosols ist das Vorliegen eines R-Horizonts im Bodenprofil. Bei völliger Durchmischung ist dieser weitgehend homogen, bei Umbrechen des Bodens durch Tiefpflügen entsteht eine schräge Schichtung. Insbesondere ehemalige Ap-Horizonte sind im Bodenprofil gut zu erkennen.
In der internationalen Bodenklassifikation World Reference Base for Soil Resources (WRB) wird die Durchmischung durch den Relocatic Qualifier ausgedrückt. Rigosole gehören meist zur Referenzbodengruppe der Regosole, seltener zu den  Phaeozemen oder Umbrisolen und gelegentlich zu den Arenosolen. 